# Elecciones estatales de Hesse de 1995
Las elecciones al Parlamento de Hesse de 1995 se llevaron a cabo el 19 de febrero de 1995. Junto con la elección estatal se realizó un referéndum de participación obligatoria sobre la reducción de la edad mínima para votar, cuya opción afirmativa fue rechazada por la mayoría de los votantes. En las elecciones estatales, la CDU se convirtió en el partido más fuerte, pero una coalición de gobierno del SPD y los Verdes fue capaz de conformarse.

## Candidatos

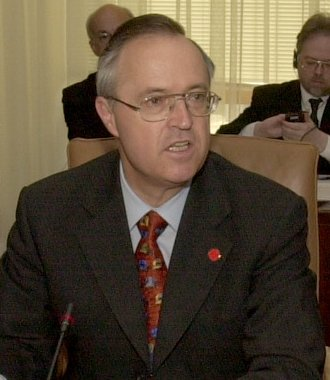
Hans Eichel

El SPD postuló con el primer ministro Hans Eichel como principal candidato. El candidato de la CDU fue el ministro federal del Interior Manfred Kanther. Los Verdes presentaron dos cabezas de lista: Iris Blaul y Rupert von Plottnitz. El FDP postuló a Ruth Wagner como principal candidata.

## Resultados
Los resultados fueron:
|                |                | Votos directos | Votos directos    | Votos directos | Votos directos | Votos de lista | Votos de lista | Votos de lista |
| Total de votos | %              | Candidatos     | Mandatos directos | Total de votos | %              | Escaños        |                |                |
| -------------- | -------------- | -------------- | ----------------- | -------------- | -------------- | -------------- | -------------- | -------------- |
| Hab. inscritos | Hab. inscritos | 4.275.027      |                   |                |                | 4.275.027      |                |                |
| Votantes       | Votantes       | 2.833.029      | 66,27             |                |                | 2.833.029      | 66,27          |                |
| Votos válidos  | Votos válidos  | 2.757.304      | 97,33             |                |                | 2.768.821      | 97,73          |                |
|                | CDU            | 1.154.821      | 41,88             | 55             | 30             | 1.084.146      | 39,16          | 45             |
|                | SPD            | 1.121.943      | 40,69             | 55             | 25             | 1.051.452      | 37,97          | 44             |
|                | GRÜNE          | 264.117        | 9,58              | 55             |                | 309.897        | 11,19          | 13             |
|                | FDP            | 129.745        | 4,71              | 55             |                | 206.173        | 7,45           | 8              |
|                | REP            | 47.254         | 1,71              | 41             |                | 54.775         | 1,98           |                |
|                | GRAUE          | 4.705          | 0,17              | 11             |                | 10.788         | 0,39           |                |
|                | BFB            | 4.350          | 0,16              | 8              |                | 8.570          | 0,31           |                |
|                | NPD            | 9.543          | 0,35              | 38             |                | 7.795          | 0,28           |                |
|                | PBC            | 4.397          | 0,16              | 18             |                | 6.780          | 0,24           |                |
|                | APD            | 932            | 0,03              | 2              |                | 6.666          | 0,24           |                |
|                | ÖDP            | 3.521          | 0,13              | 14             |                | 5.248          | 0,19           |                |
|                | STATT          | 5.015          | 0,18              | 21             |                | 5.227          | 0,19           |                |
|                | Naturgesetz    | 3.909          | 0,14              | 17             |                | 4.522          | 0,16           |                |
|                | DKP            | 1.261          | 0,05              | 6              |                | 3.291          | 0,12           |                |
|                | f.NEP          | 369            | 0,01              | 1              |                | 2.199          | 0,08           |                |
|                | DHP            | 306            | 0,01              | 2              |                | 808            | 0,03           |                |
|                | BüSo           | 557            | 0,02              | 8              |                | 484            | 0,02           |                |
|                | CM             | 119            | 0,00              | 1              |                | —              |                |                |
|                | PASS           | 39             | 0,00              | 1              |                | —              |                |                |
|                | Independientes | 401            | 0,01              | 4              |                | —              |                |                |
| Total          | Total          | 2.757.304      | 100               | 413            | 55             | 2.768.821      | 100            | 110            |

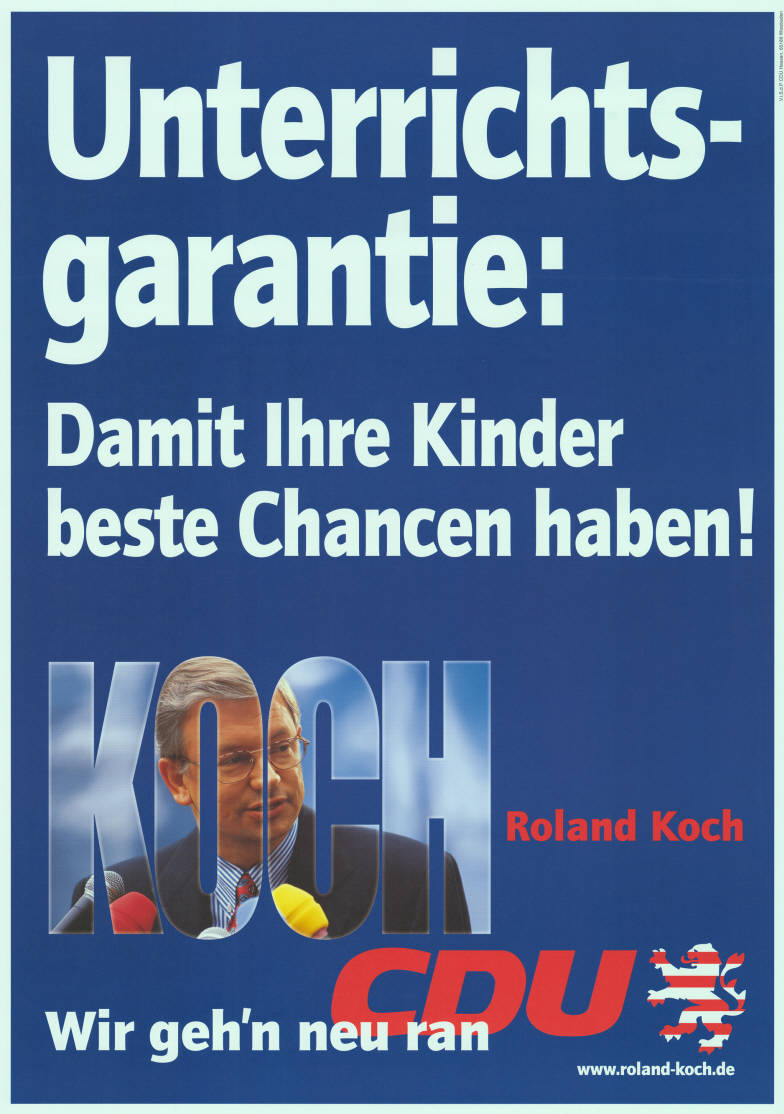
Cartel electoral de la CDU

La elección estatal se celebró en la circunscripción número 55 dos semanas después que el resto de la elección. Esto se debió a la muerte de un candidato para el mandato directo.
Aunque la CDU con el 39,2% de los votos fue el partido más grande -siendo este su peor resultado desde 1966- el gobierno rojo-verde fue reelegido. El SPD alcanzó el 38,0%, su peor resultado hasta ese momento en este estado. Los Verdes, sin embargo, con un 11,2% recibieron su segundo mejor resultado hasta ese momento en Hesse. Por lo tanto, la coalición rojo-verde anterior con el primer ministro Hans Eichel pudo continuar. Fue la primera elección en Alemania, donde una coalición rojiverde fue reelegida por los votantes.

## Referéndum
Coincidiendo con la elección, un referéndum para modificar el artículo 75 de la constitución del estado, el cual trataba sobre la reducción de edad para votar de 21 a 18 años, se celebró, pero su opción afirmativa fue rechazada por la mayoría de los votantes. Hesse era en ese momento el único estado en el que la edad de voto  no se había rebajado a 18 años.
| Referéndum en Hesse de 1995     | Referéndum en Hesse de 1995 | Referéndum en Hesse de 1995 | Referéndum en Hesse de 1995 | Referéndum en Hesse de 1995 | Referéndum en Hesse de 1995 | Referéndum en Hesse de 1995 | Referéndum en Hesse de 1995 | Referéndum en Hesse de 1995 | Referéndum en Hesse de 1995 |
| Propuesta                       | Votantes                    | Participación               | Votos para la opción Si     | % para la opción Si         | Votos para la opción No     | % para la opción No         | Votos nulos                 | % de votos nulos            | Resultado                   |
| ------------------------------- | --------------------------- | --------------------------- | --------------------------- | --------------------------- | --------------------------- | --------------------------- | --------------------------- | --------------------------- | --------------------------- |
| Reducción de la edad para votar | 2.813.285                   | 65,81 %                     | 987.002                     | 35,08 %                     | 1.660.424                   | 59,02 %                     | 165.859                     | 5,90 %                      | gescheitert                 |